# Fantasia en fa menor (Schubert)
| "Fantasia en fa menor", 1r i 4t moviments |
| |
| Awadagin Pratt i Lucy Hattemer interpreten els 1r i 4t moviments de la Fantasia en fa menor, a la White House Classical Music Student Workshop Concert. (04-11-2009) |
| |

La Fantasia en fa menor per a piano a quatre mans, D 940 (Op. posth. 103), és una de les obres més importants per a dos pianos de Franz Schubert, així com una de les més importants de tota la seva obra. Schubert la va compondre el 1828, l'any de la seva mort, i la va dedicar a la seva deixebla, Karoline Esterházy.
El musicòleg Christopher Gibbs ha descrit l'obra afirmant que "no només és la seva millor obra sinó la més original" composició per a duet de pianos.

## Història
Schubert va començar a compondre la Fantasia el gener de 1828 a Viena. Va acabar l'obra al març d'aquell any, i la seva primera interpretació pública va tenir lloc al mes de maig. El 9 de maig, un amic seu, Eduard von Bauernfeld, va escriure en el seu diari que un memorable duet va ser interpretat per Schubert i Franz Lachner. Va dedicar l'obra a Karoline Esterházy, un amor no correspost.
Schubert va morir al novembre de 1828. Després de la seva mort, els seus amics i familiars van impulsar la publicació d'algunes de les seves obres. Aquesta Fantasia va ser una d'aquestes obres, i al març de 1829 va ser editada per Anton Diabelli. El manuscrit original es conserva a la Biblioteca Nacional d'Àustria.

## Estructura
La Fantasia està dividida en quatre moviments que es presenten interconnectats i interpretats sense pausa entre ells. Una interpretació habitual sol durar uns 20 minuts.
1. Allegro molto moderato
2. Largo
3. Scherzo. Allegro vivace
4. Finale. Allegro molto moderato

La idea d'una fantasia en quatre moviments connectats també apareix a la Wanderer-Fantasie, i representa un punt estilístic entre la forma sonata tradicional i la forma lliure del poema simfònic. L'estructura bàsica de les dues fantasies és essencialment la mateixa: allegro, moviment lent, scherzo, allegro amb una fuga. La forma d'aquesta obra, amb la seva relativament ordenada estructura (més que les fantasies de Beethoven i Mozart), influí en l'obra de Franz Liszt, qui va compondre arranjaments de la Wanderer Fantasie en un concert per a piano, entre d'altres transcripcions de la música de Schubert per part de Liszt.

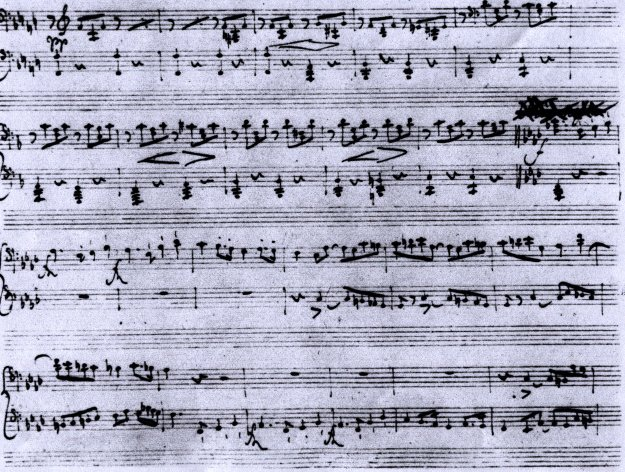
Una pàgina del manuscrit autògraf, mostrant una part de la segona part (costat esquerre) del quart moviment.

### Primer moviment
L'obra comença amb una melodia lírica i amb un ritme amb puntet, una reminiscència de l'estil hongarès. El tema apareix en fa major, abans d'una breu repetició en fa menor, i modular a un ombrívol segon tema, gairebé més propi d'un funeral. Després de desenvolupar tots dos temes, torna a una versió del segon tema en fa major, que modula a Fa♯ menor, marcant l'inici del segon moviment.

### Segon moviment
El segon moviment comença amb un enèrgic i turbulent tema en fa# menor, en fortissimo. A partir del Largo, el tema amb doble puntet condueix a un ambient amb tensió, per continuar amb un segon tema més callat i líric. Més endavant, reapareix el primer tema, acabant en la tonalitat de do♯ major. Schubert havia escoltat recentment el Concert per a violí núm. 2 de Paganini, i el segon moviment s'inspira en aquests temes.

### Tercer moviment
Seguint a l'agitat segon moviment en fa♯ menor, el tercer moviment es presenta com un brillant Allegro Vivace en la mateixa tonalitat. Recorda a altres obres del propi compositor, com els scherzos dels trios de piano d'aquesta mateixa època. Després d'un delicat trio en re major, el scherzo torna, per uns moments en fa♯ menor, perquè la repetició del tema varia de la major a fa♯ menor. Finalment acaba amb octaves en do♯ que condueixen a una modulació de tornada a la tonalitat de fa menor.

### Finale
El finale comença amb una repetició del primer tema del moviment inicial, punt en Fa menor com en Fa major, abans d'introduir una transició a una fugida basada en el segon tema. La fugida construeix un clímax que acabarà abruptament en Do major, la dominant, en lloc de resoldre en Fa major o menor. Després d'un compàs de silenci, el primer tema es repeteix breument, conduint ràpidament als últims concordes, que recorden al segon tema, que donaran lloc a un tranquil final. Ha estat denominada com "la cadència més destacable de tota l'obra en el seu conjunt de Schubert" ("the most remarkable cadence in the whole of Schubert's work,"), pel mestratge a l'hora de condensar els dos temes en els últims vuit compassos de la Fantasia.

## Enregistraments

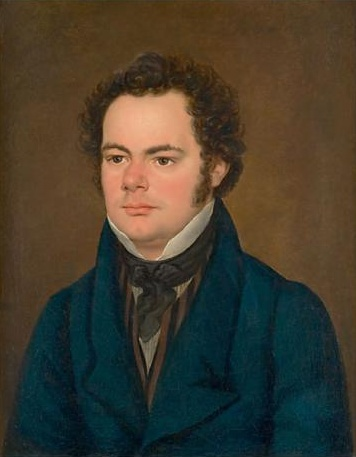
Franz Schubert en 1827 (retrat del pintor Anton Depauly de 1828)

La fantasia ha estat gravada en múltiples ocasions. A continuació es detallen alguns versions de destacats intèrprets:
- Alfred Brendel amb Evelyne Crochet en Vox Box.
- Sviatoslav Richter i Benjamin Britten en Decca Records/BBC Legends.
- Evgeny Kissin i James Levine en RCA Victor.
- Katia i Marielle Labèque en Kml Recordings.
- Justus Frantz i Christoph Eschenbach en EMI.
- Radu Lupu i Murray Perahia en Sony Classical.
- Aloys i Alfons Kontarsky, Emil i Elena Gilels, i Maria João Pires amb Ricardo Castro en Deutsche Grammophon.
- Jörg Demus i Paul Badura-Skoda diverses vegades, incloent a Westminster, Auvidis Valois, i Audax.
- Vitya Vronsky i Victor Babin en US Decca.
- Robert i Gaby Casadesus en Columbia Masterworks.
- Alexandre Tharaud i Zhu Xiao-Mei en Harmonia Mundi Fr.